# Hackney carriage

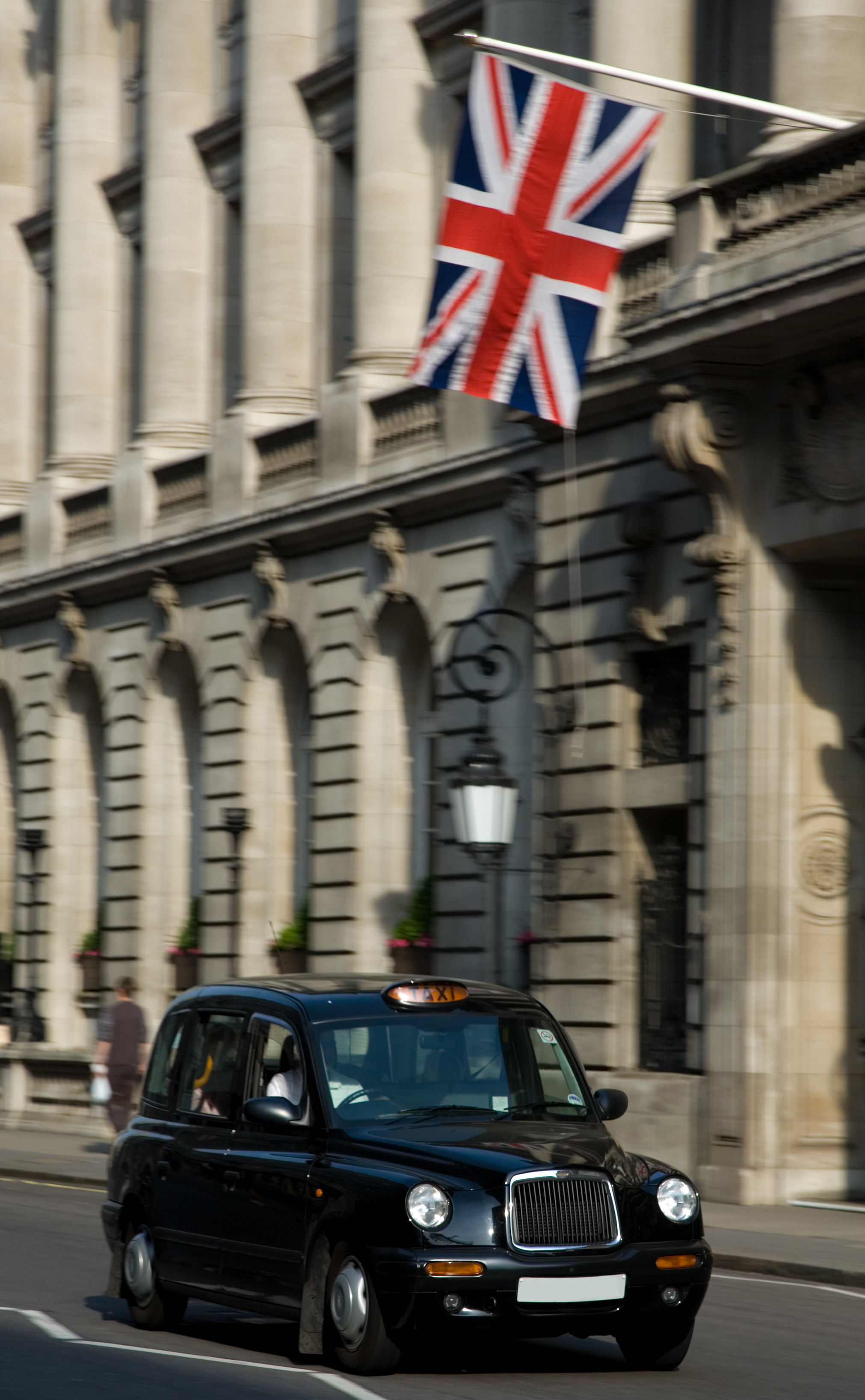
Taksówka TX1 w Londynie

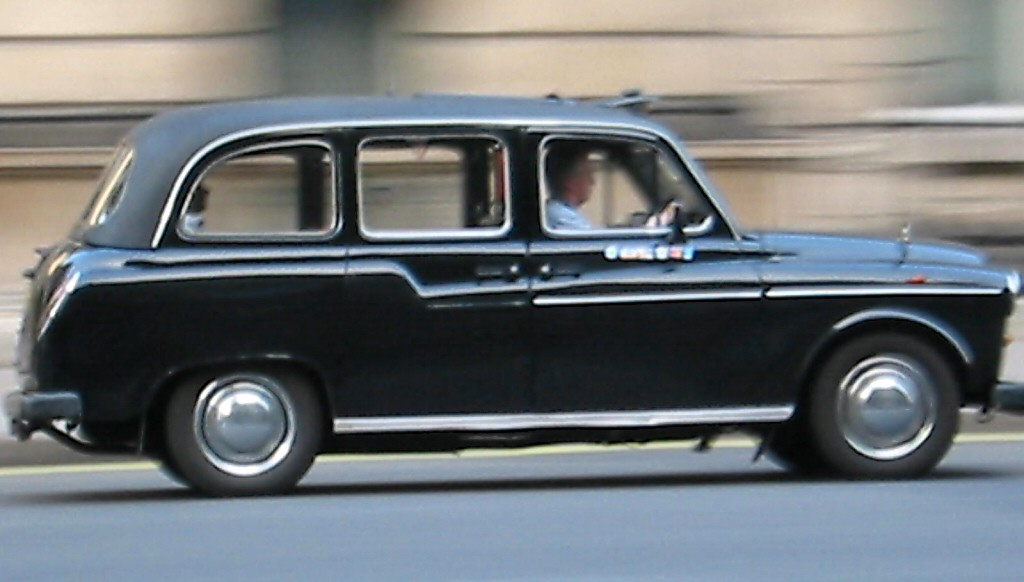
Taksówka FX4

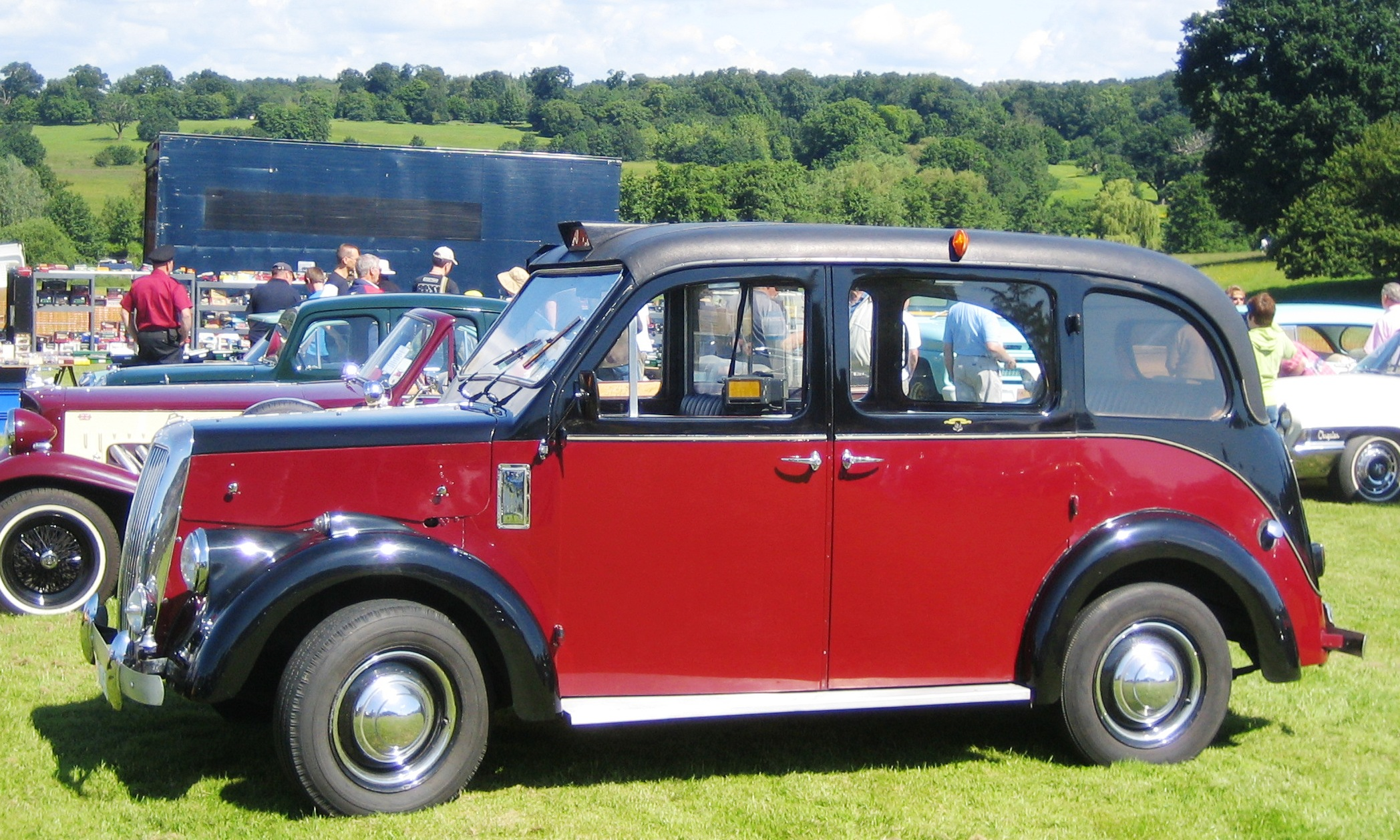
Taksówka Beardmore spotykana w Londynie w latach 60. i 70. XX wieku jako alternatywa dla taksówek marki Austin

Hackney carriage (hackney, hackney cab) – brytyjskie określenie taksówek licencjonowanych przez właściwy urząd (na obszarze Wielkiego Londynu – Public Carriage Office; w pozostałej części Anglii, Walii i Szkocji – władze lokalne; w Irlandii Północnej – departament środowiska (Department of the Environment)). Większość pojazdów ma charakterystyczny kształt oraz czarny kolor, przez co potocznie nazywane są black cabs („czarne taksówki”). Spotykane przede wszystkim w Londynie i będące jednym z najbardziej rozpoznawalnych  symboli tego miasta, określane są także mianem London taxis („londyńskie taksówki”).
W odróżnieniu od private hire vehicles (zwanych też minicabs), czyli prywatnych samochodów do wynajęcia, których kierowcy zrzeszają się w niewielkich przedsiębiorstwach, taksówki hackney carriage mogą oczekiwać na pasażerów na postojach dla taksówek oraz zostać zatrzymane przez potencjalnych klientów na ulicy (co określa się jako flagging), podczas gdy minicabs mogą obsługiwać klientów wyłącznie po rezerwacji telefonicznej. Jedynie samochody hackney carriage są uprawnione w Wielkiej Brytanii do posługiwania się nazwą „taxi”. 
Nazwa hackney carriage odnosi się także do powozów do wynajęcia, będących pierwowzorami taksówek.

## Charakterystyka

Charakterystyczny umieszczony tuż nad szybą podświetlany napis „Taxi”

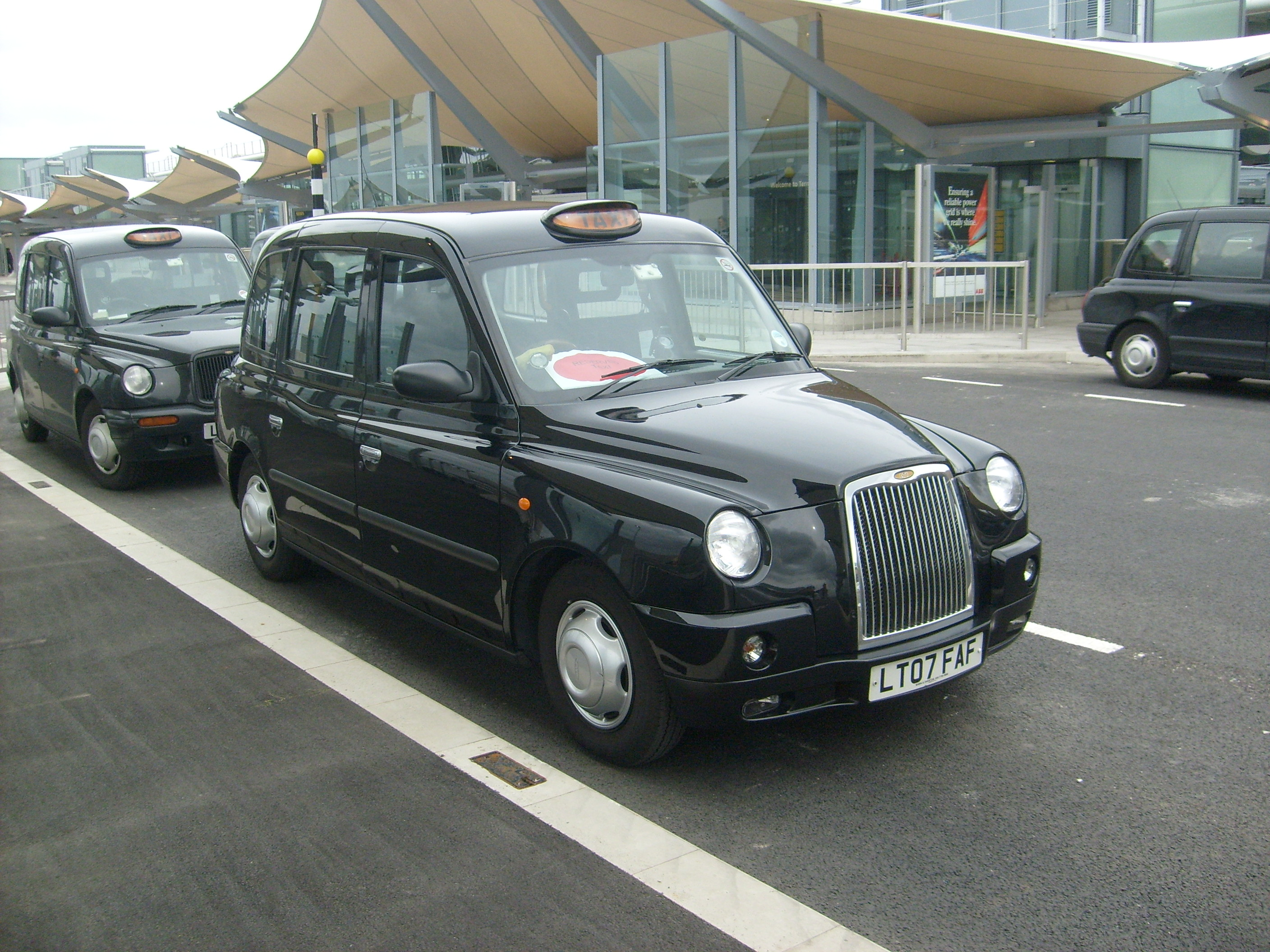
Taksówka TX4 na parkingu przed budynkiem lotniska Heathrow

Pojazdy hackney carriage w Londynie oraz wielu innych brytyjskich miastach tradycyjnie malowane są na kolor czarny. Obecnie coraz częściej pojawiają się jednak samochody w innych kolorach, wykorzystywane zazwyczaj w celach reklamowych. W 2002 roku wyprodukowano 50 taksówek w kolorze złotym, w celu uczczenia złotego jubileuszu królowej Elżbiety II.
Typowa taksówka jest 4-drzwiowym minivanem o charakterystycznym nadwoziu, przypominającym samochody kombi, przystosowanym do transportu pięciu pasażerów. Wraz z nowymi regulacjami prawnymi dotyczącymi ułatwień dla osób niepełnosprawnych popularność zyskują jednak vany przystosowane do transportu wózków inwalidzkich (np. Peugeot E7 lub Mercedes-Benz Vito).
Wiele pojazdów posiada niewielką w porównaniu ze zwykłymi samochodami średnicę zawracania wynoszącą 25 stóp (ok. 7,6 m). Niewielkie wymiary ronda przy wejściu do londyńskiego hotelu Savoy powodowały, że mogły z niego korzystać jedynie samochody o małym promieniu skrętu. Z czasem stało się to jednym z wymogów dla londyńskich taksówek.

## Licencja
W Londynie kierowcy pojazdów hackney carriage muszą zdać egzamin, zwany Knowledge of London, w którym sprawdzana jest znajomość rozmieszczenia ulic i ważnych obiektów w mieście. Dodatkowo pojazd musi spełniać szereg wymagań określonych przez Public Carriage Office. Obecnie w Londynie jest ok. 22 000 taksówek licencjonowanych przez PCO oraz ok. 25 000 licencjonowanych kierowców.
Poza Londynem wymogi dotyczące zarówno kierowcy jak i pojazdu ustalane są przez władze lokalne. Warunkiem uzyskania licencji na kierowcę zazwyczaj jest m.in. niekaralność i znajomość stosownych przepisów. W niektórych miastach przeprowadzane są egzaminy podobne do londyńskiego, sprawdzające znajomość obszaru, po którym kierowca będzie jeździł. W wielu regionach pojazdem hackney carriage, poza typową „londyńską taksówką”, może zostać zwykły samochód z nadwoziem sedan.

## Samochody
Funkcję hackney carriage na przestrzeni lat pełniły samochody różnych marek i modeli. Przez długi czas dominowały jednak pojazdy marki Austin oraz London Taxis International (LTI; obecnie The London Taxi Company). Do samochodów używanych jako hackney carriage należą m.in.:
- Beardmore Mark I–VII
- Austin FX3
- Austin/Carbodies/LTI FX4
- LTI TX1
- LTI TXII
- LTI TX4
- MCW/Reliant/Hooper Metrocab
- Mercedes-Benz Vito
- Peugeot E7